# Проникність гірських порід
Проникність гірських порід — здатність гірських порід пропускати через себе рідини і гази при гідростатичному тиску; міра фільтраційної провідності тріщинувато-пористих середовищ. Пропускна здатність пористих середовищ залежить від фізико-хімічних властивостей рідин і газів і геометрії пустотного (порожнинного) простору: розмірів, звивистості та сполученості пор і тріщин. Проникність пористого середовища для багатофазних систем нижча, ніж для однофазних. Проникність визначає витрату рідини чи газу через пористе тіло, або тріщинувате тіло. Процес руху рідин або газів у тріщинувато-пористих середовищах може підлягати лінійному закону фільтрації — закону Дарсі.
Гірські породи за проникністю поділяють на 6 класів:
- І — дуже добре проникні породи (k>1,0 мкм2);
- II — добре проникні (від 1,0 до 0,1 мкм2);
- III — середньопроникні (від 0,1 до 0,01 мкм2);
- IV — слабопроникні (від 0,01 до 0,001 мкм2);
- V — дуже слабопроникні (від 1 до 0,1 нм2);
- VI — практично непроникні (k<0,1 нм2).

| Клас                 | Породи | Кф, м/с                       | Кп, м²                         |
| Дуже добре проникні  | крупна галька та гравій, чисті та частково заповнені крупнозернистим піском, закарстовані вапняки, сильно тріщинуваті гірські породи                 | 1,2×10−3 — 1,2×10−2 та більше | 1,2×10−10 — 1,2×10−9 та більше |
| Добре проникні       | галька та гравій, заповнені крупнозернистим піском, крупно- та середньозернисті піски, тріщинуваті г.п.                                              | 1,2×10−3 — 1,2×10−4           | 1,2×10−10 — 1,2×10−11          |
| Проникні             | галька та гравій, заповнені дрібнозернистими та глинистими пісками, середньо- та дрібнозернисті піски, малотріщинуваті г.п., буре та кам'яне вугілля | 1,2×10−4 — 1,2×10−5           | 1,2×10−11 — 1,2×10−12          |
| Слабко проникні      | дрібнозернисті піски, супіски, пісковики з глинистим цементом, антрацити, слабкотріщинуваті г.п.                                                     | 1,2×10−5 — 1,2×10−6           | 1,2×10−12 — 1,2×10−13          |
| Дуже слабко проникні | суглинки, піщані глини, глинисті сланці, дуже слабкотріщинуваті породи                                                                               | 1,2×10−6 — 1,2×10−8           | 1,2×10−13 — 1,2×10−15          |
| Майже непроникні     | щільні глини, мергелі, аргіліти, масивні г.п. | менше 1,2×10−8                | менше 1,2×10−15                |

Розрізняють абсолютну, ефективну та відносну П.г.п.:
Абсолютна (фізична) П. — при фільтрації однорідної рідини або газу (коефіцієнт абсолютної проникності kа) визначається геометрією порового простору і характеризує фізичні властивості породи.
Ефективна П. (kеф) — здатність порід пропускати флюїд при наявності інших залишкових флюїдів (води, нафти), залежить від складності структури порового простору, поверхневих властивостей, наявності глинистих частинок. Для заданої рідини (або газу) залежить також від ступеня насичення порового простору породи цією рідиною (або газом). Див. проникність ефективна.
Відносна П. kеф/kа зростає зі збільшенням насиченості породи флюїдом і сягає максимального значення при повному насиченні; для нафти, газу, води вона коливається від нуля при низькій насиченості до одиниці при 100%-ному насиченні. Поверхневі властивості порід визначають відносну П. для різних фаз.
Проникність тріщинна — проникність гірської породи, що зумовлена наявністю в ній тріщин.
Проникність — критерій оцінки колекторських та екрануючих властивостей гірських порід.